# 熱帶食草美洲鱥
熱帶食草美洲鱥（学名：Algansea avia）为輻鰭魚綱鯉形目雅羅魚科食草美洲鱥屬的其中一種，该物种于1978年由Clyde D. Barbour和Robert Rush Miller描述，被IUCN列為瀕危保育類動物，體長可達9.5公分，分布于中美洲墨西哥大聖地亞哥河，棲息在中底層水域。